# Aanhangwagen

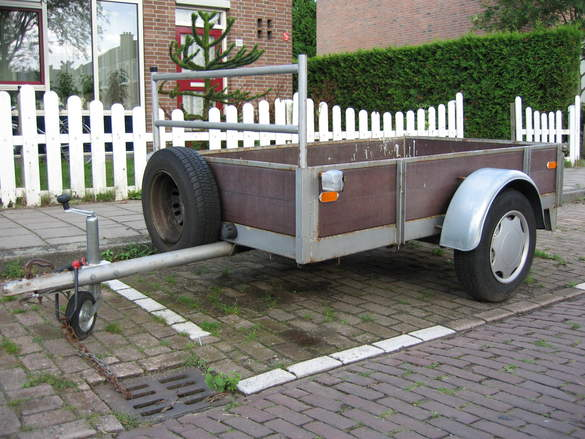
Aanhangwagen

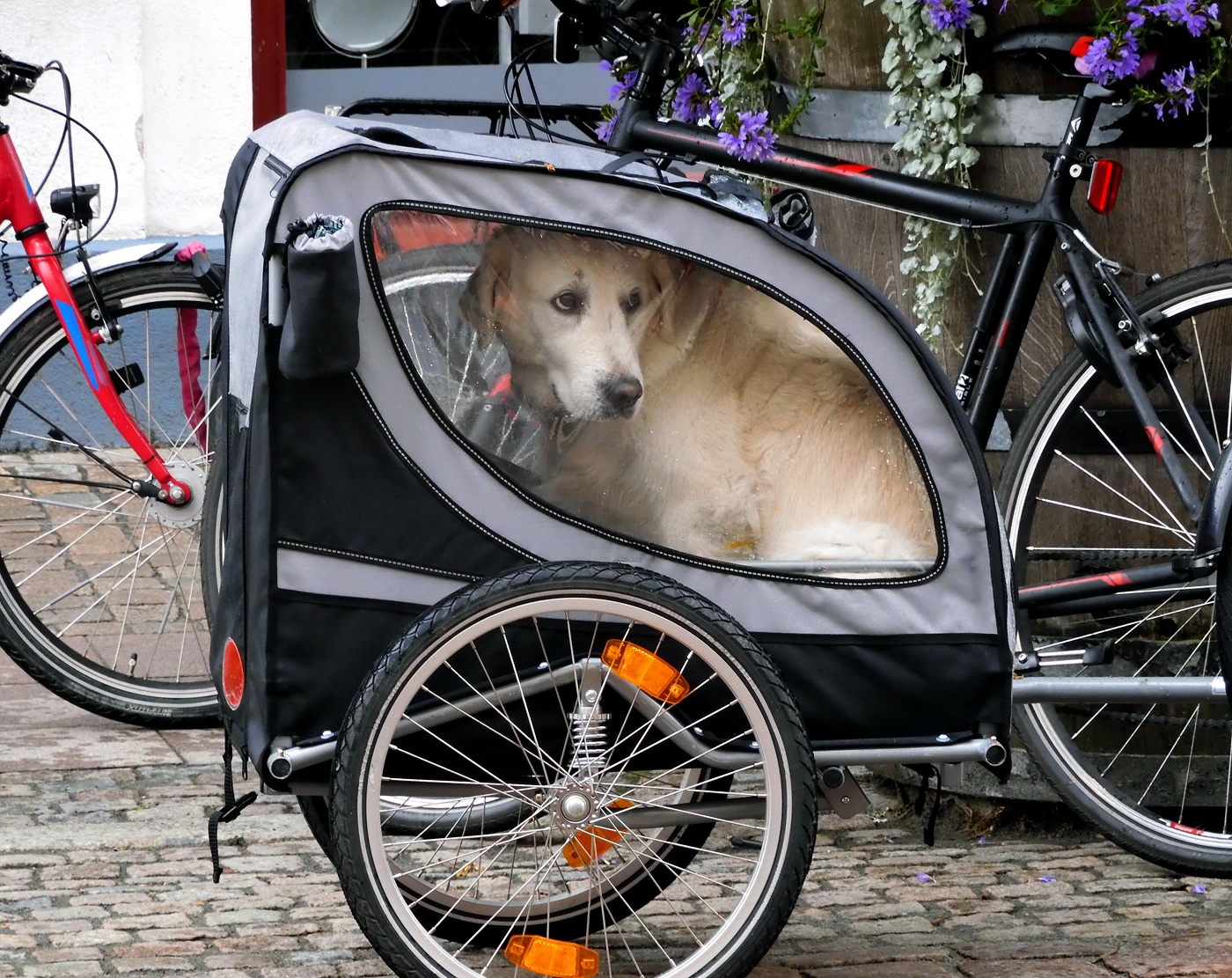
Een aanhanger van het type fietskar voor het vervoeren van honden.

Een aanhangwagen of aanhanger (in Vlaanderen ook remork of remorque) is een niet-aangedreven voertuig met een bepaald laadvermogen bestemd om door een ander voertuig met aandrijving via de trekhaak in beweging te worden gebracht. Voor kleine aanhangers van minder dan 750 kg, inclusief laadvermogen, heeft de bestuurder van de auto geen apart rijbewijs nodig.

## Onderscheid
Voor ieder type vervoer is een speciale aanhanger beschikbaar. Zo hebben bijvoorbeeld plateauwagens een vlakke laadvloer zonder opstaande randen; ideaal om balen stro of hooi te vervoeren. Voor vloeistoffen of gassen is er dan weer een tankaanhangwagen beschikbaar. Bij vrachtvervoer worden aanhangwagens veelvuldig gebruikt en zijn er drie soorten aanhangwagens te onderscheiden:
- Oplegger of trailer.
- Autonome aanhangwagen (schamel).
- Middenasaanhangwagen of wipkar.

Zodra een voertuig de aanhangwagen trekt zonder aandrijving wordt dit een fietsaanhangwagen of fietskar genoemd.

## Oplegger
De oplegger is een aanhangwagen met een koppeling die ook als steunpunt dient. De oplegger wordt geborgd met een kingpin en rust op de koppelschotel van de trekker. Over de schotel kan de oplegger draaien. Verreweg het meeste vrachtvervoer wordt met een trekker-oplegger-combinatie uitgevoerd.

### Voordelen
- Een standaardtrekker kan verschillende gespecialiseerde opleggers trekken en vice versa.
- Een oplegger kan worden geladen en gelost zonder trekker, zodat de trekker en chauffeur zo veel mogelijk kunnen vervoeren in een bepaalde tijd.

### Nadelen
- De lengte van een trekker en oplegger mag maximaal 16,50 meter zijn terwijl een motorwagen met aanhanger 18,75 m mag meten.[4]

## Autonome aanhangwagen

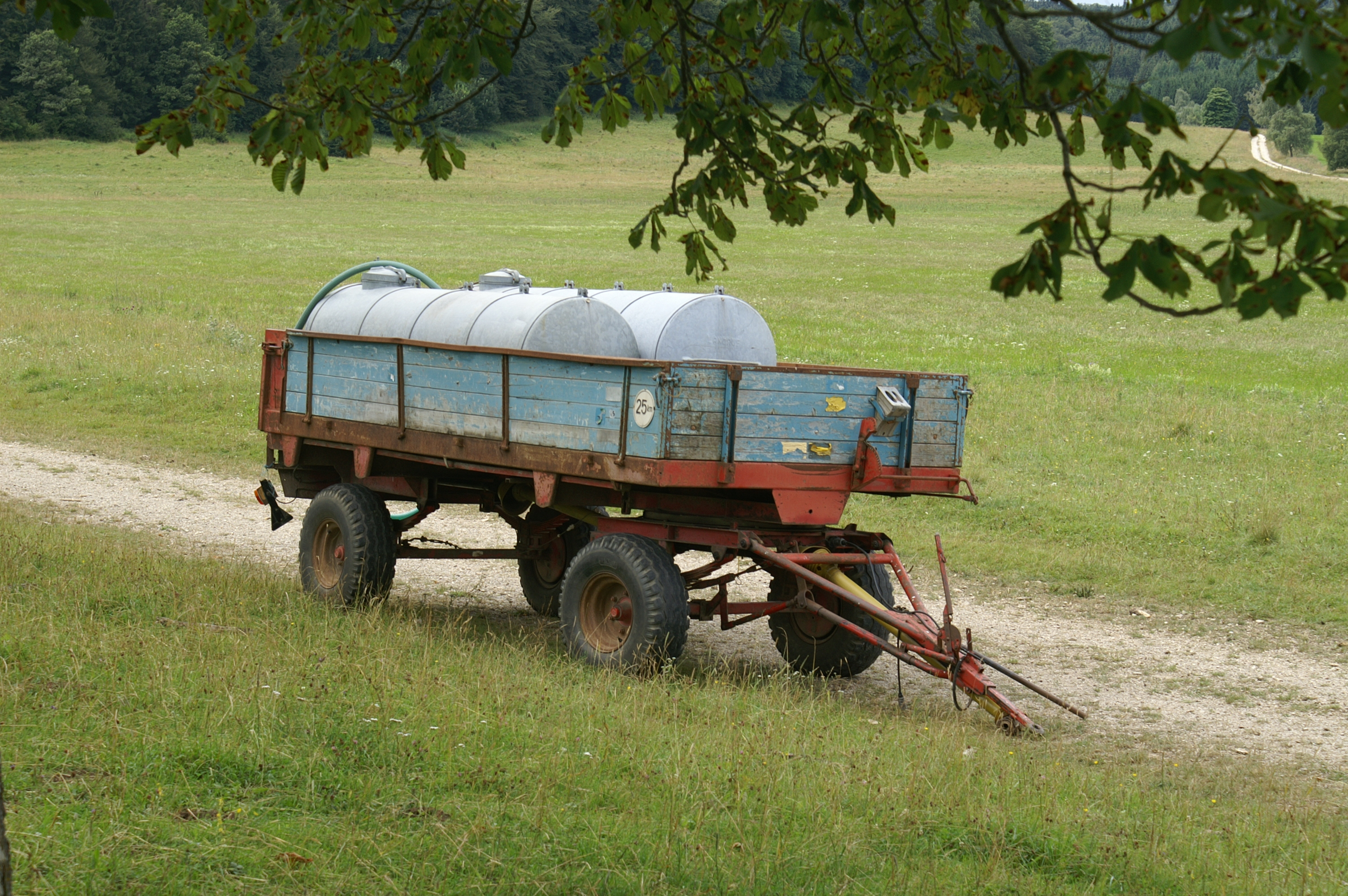
Autonome aanhangwagen; het sleepoog vooraan de triangel rust op de grond

De autonome aanhangwagen (ook wel schamel genoemd) is een aanhanger die aan beide eindes van de aanhanger één of meerdere assen heeft. Zo kan deze op zichzelf (autonoom) stabiel blijven staan, ongeacht de verdeling van de lading. De aanhanger wordt aan een trekkend voertuig (motorwagen/bakwagen) gekoppeld met een vangmuilkoppeling of bij aanhangwagens tot 3500kg met een kogelkoppeling. Een sleepoog zit via een triangel gekoppeld aan de voorste as(sen), deze assen draaien met een draaikrans onder de aanhanger en zo wordt er gestuurd. Bij het achteruit rijden met een autonome aanhangwagen moet er rekening gehouden worden met twee draaipunten, het sleepoog in de vangmuilkoppeling en de draaikrans kunnen scharnieren.
Het laadvermogen van een autonome aanhanger wordt bepaald door het aantal assen en het laadvermogen per as. Doordat de voorste en achterste assen ver van elkaar verwijderd zijn, is de aanhanger erg stabiel en doordat de triangel of dissel van hoogte kan veranderen zonder dat de aanhanger kantelt blijft druk op de koppeling constant. Hierdoor is het wettelijk laadvermogen veel hoger dan bij een middenasaanhangwagen met gelijke assen.

### Voordelen
- hoog laadvermogen (daarom veel gebruikt als balenwagen)
- stabiel rijgedrag
- Toegestane maximumlengte langer dan trekker-opleggercombinatie

### Nadelen
- duur in aanschaf door de draaikrans
- achteruit rijden vereist veel kunde en inzicht van de chauffeur gezien de twee draaipunten.

### Autonome aanhangwagen tot en met 3500kg
Voorheen waren er naast autonome aanhangwagens voor vrachtwagens ook autonome aanhangwagens voor achter trekkende voertuigen tot 3500kg verkrijgbaar. Door een wetswijziging is het echter sinds eind 2014 niet meer toegestaan om een autonome aanhangwagen te registreren met een mechanische reminrichting. Hier door is de categorie autonome aanhangwagens tot 3500kg vervallen. Nu moeten autonome aanhangwagens verplicht voorzien zijn van bijvoorbeeld een pneumatisch remsysteem. Autonome aanhangwagens tot 3500kg die voor deze wijziging geregistreerd zijn, blijven toegestaan.

## Middenasser

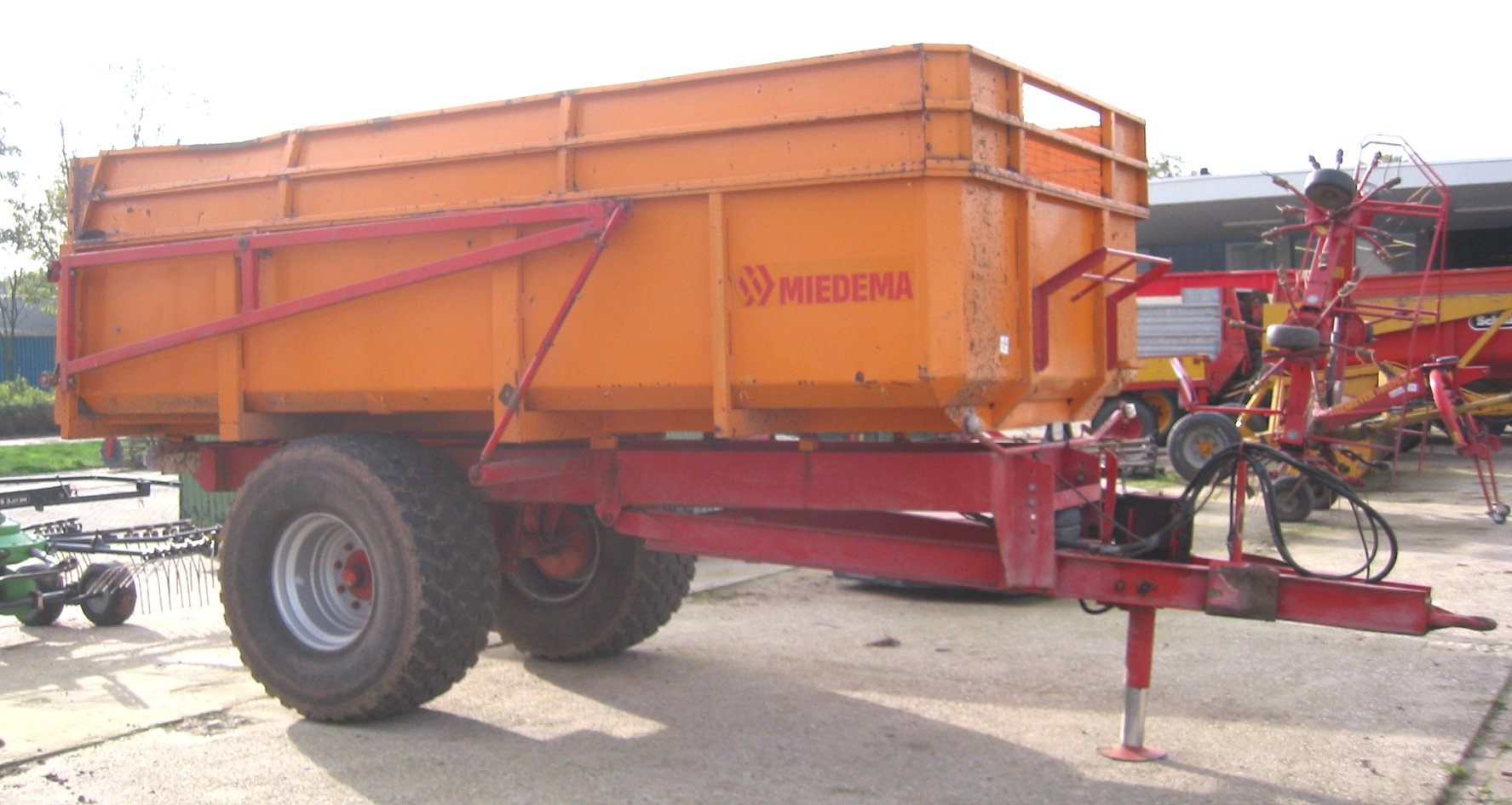
Middenasaanhangwagen, uitgevoerd als landbouwkipper, die met een tractor dient getrokken te worden

Een middenasaanhangwagen wordt via zijn dissel aan de trekhaak of vangmuilkoppeling van een (vracht)wagen gekoppeld. Deze trekhaak staat diep onder de vrachtwagen en wordt dikwijls uitgerust met een afstandsbediening. Hij heeft 1 tot 3 assen in het midden onder het zwaartepunt. Doordat tijdens het rijden over een drempel de druk op de koppeling niet constant is, heeft deze aanhanger niet het beste rijgedrag, maar er zijn uiteraard ook voordelen aan verbonden.

### Voordelen
- Meer laadruimte dan bij een trekker-opleggercombinatie.
- Vergeleken met de autonome aanhangwagen gemakkelijk achteruit te rijden.

### Nadelen
- Onder sommige omstandigheden kan de aanhanger gaan wippen en instabiel worden.
- Het zwaartepunt van de lading moet altijd in het midden van de aanhanger zitten om gevaarlijke situaties te voorkomen.

## Koppeling
Aanhangers en opleggers worden niet alleen mechanisch gekoppeld aan het trekkende voertuig. Een elektrische koppeling is nodig om de wettelijke verlichting te verzekeren. Deze koppeling kan tot stand komen door middel van een 7-polige stekker of een 13-polige stekker. Het aansluiten van de kabels kan soms lastig zijn, omdat er veel soorten stekkers en aanhangwagens zijn. 7-polige stekkers zijn geschikt voor minder complexe trekbare objecten zoals fietsenrekken, aanhangers, boot- of paardentrailers. Pneumatische koppelingen ("handjes") zijn nodig indien de aanhanger uitgerust is met luchtveren en/of pneumatische remmen.

## Autoambulance
Om een auto of bestelwagen eenvoudig te transporteren wordt een autoambulance of autotransporter gebruikt. Dit wordt vooral ingezet bij rallycross en garagebedrijven.
Een autoambulance bestaat uit een speciaal gebouwde open aanhangwagen uitgerust met allerhande uitvoeringen, zoals: 
- Twee rijbanen op de laadvloer
- Geprofileerde oprijplaten
- Een lier

Een autoambulance is echter niet te verwarren met een ambulance voor hulpdiensten.

## Wetgeving in Nederland
Een rijbewijs B (zonder E sinds 19-01-2013) voldoet in de volgende situaties:
- als de aanhangwagen inclusief laadvermogen niet meer weegt dan 750 kg.
- als de aanhangwagen inclusief laadvermogen meer weegt dan 750 kg, maar de totale toegestane massa (níet de werkelijke massa) van de auto in combinatie niet meer dan 3500 kg bedraagt. De ledige massa (gewicht zonder lading) en de toegestane maximummassa (maximaal gewicht inclusief laadvermogen) staan vermeld op het kentekenbewijs van de auto en de aanhangwagen.

In overige gevallen is voor het rijden met een aanhangwagen een rijbewijs met de aantekening E vereist.

### Aanhangwagen tot 3500kg en zwaardere aanhangwagens
Er kan onderscheid worden gemaakt tussen aanhangwagens tot 3500kg en de zwaardere aanhangwagens. De eerste categorie heeft onder andere geen APK plicht, geen eigen WA-verzekering en geen wegenbelasting. Aanhangwagens met een maximum massa van meer dan 3500kg hebben dit wel.

### RVV '90
In het Reglement verkeersregels en verkeerstekens wordt met een aanhangwagen ook bedoeld voertuigen die door een ander voertuig worden voortbewogen. Regels uit het RVV '90 zijn hierdoor mede van toepassing op bijvoorbeeld auto's die worden gesleept.

### Aanhangwagen achter een (brom)fiets
Tot 1990 was een bromfietsaanhangwagen niet toegestaan. Achter een fiets mocht het wel, met een maximale breedte van 1,50 meter.
Volgens wettelijk "Regeling voertuigen" van 01-07-2022 geldt dat "bromfietsaanhangwagens achter een bromfiets op twee wielen niet breder zijn dan 1,00 m".
Tot 1990 gold voor een fiets met aanhangwagen dat de regels moesten worden gevolgd zoals ze golden voor onbespannen wagens. (RVV 1966 art 3, tweede lid). Dat betekende dat het gebruik van fietspaden verboden was, terwijl wel mocht worden gereden op een weg die voor fietsers gesloten was. Deze regeling was bij veel weggebruikers - en zelfs bij de politie - niet bekend.
Sedert 1990 geldt een (brom)fiets met aanhangwagen als (brom)fiets, maar als de wagen breder is dan 75 cm mag eventueel een rijbaan worden gevolgd, zelfs als er een verplicht fietspad is. Een weg die gesloten is voor (brom)fietsers, mag niet worden gevolgd. (RVV 1990 art 5).
Personenvervoer is toegestaan in een fietsaanhangwagen (in andere aanhangwagens niet) en wagentjes voor kinderen zijn de laatste tijd zeer populair geworden. Ook ziet men vaak een aanhangfiets, dat is feite een kinderfiets zonder voorwiel die achter de fiets van een volwassene wordt gekoppeld.
Een (brom)fietsaanhangwagen moet linksachter een rode reflector hebben en bij nacht een rood achterlicht. Het achterlicht van de (brom)fiets hoeft dan niet te branden.

## Wetgeving in België
De wetgeving in België gelijkt op die van Nederland, maar er zijn enkele extra voorwaarden voor het trekken zonder het behalen van een rijbewijs B-E.
Een rijbewijs B (zonder E) voldoet in de volgende situaties:
- De massa van een aanhangwagen in beladen toestand mag de maximale toegelaten sleepbare massa niet overschrijden. Deze waarde wordt berekend door de maximale toegelaten massa van het trekkend voertuig af te trekken van de maximale toegelaten massa van de sleep.
- De maximale toegelaten massa van de aanhangwagen mag, indien het gaat om een aanhangwagen zonder remmen, niet groter zijn dan de helft van de eigen massa van het trekkend voertuig, vermeerderd met 75 kg.
- De maximale toegelaten sleepbare massa mag niet meer bedragen dan 75 % van de maximale toegelaten massa van het trekkend voertuig, indien het gaat om een aanhangwagen uitgerust met een reminrichting van het oplooptype, dat wil zeggen een die de krachten benut die ontstaan door nadering van de aanhangwagen tot het trekkend voertuig.[6]
- Maximaal trekgewicht is 750 kg indien men bij de vorige voorwaarden een hoger gewicht bekomt.

In overige gevallen is voor het rijden met een aanhangwagen een rijbewijs met de aantekening E vereist.

## Termen

### Aanhangermassa
De aanhangermassa is de maximale massa van een aanhanger die een auto mag trekken.
Er wordt onderscheid gemaakt tussen geremde en ongeremde aanhangermassa. In de meeste landen is de maximaal toegestane geremde massa met een geremde aanhanger hoger dan met een ongeremde aanhanger.
Ieder voertuig dat uitgerust is met een trekhaak heeft een maximale kracht die in verticale richting mag worden uitgeoefend op de haak (dat heet kogeldruk). Voor personenwagens is dat meestal tussen de 50 en 75 kg. Deze kracht kan beïnvloed worden door een deel van de lading op de aanhangwagen (of in de caravan) te verplaatsen tussen de voorkant van de aanhanger en de positie van de as (of tandemas).
De kogeldruk moet kan worden gemeten met bijvoorbeeld een weegschaal wanneer de dissel zich op dezelfde hoogte bevindt als de trekhaak.

### Mistachterlicht
Aanhangwagens met een toegestane maximummassa van niet meer dan 750 kg moeten sedert 1 juli 2006 zijn voorzien van een of twee mistachterlichten. Deze verplichting geldt ongeacht het bouwjaar van de aanhangwagen. Voor aanhangwagens met een toegestane maximummassa van meer dan 750 kg geldt deze verplichting alleen voor aanhangwagens die na 31 december 1997 zijn geregistreerd.

### Achteruitrijlicht
Voor alle nieuwe aanhangwagens die geregistreerd zijn na 10 juli 2011 is het tevens verplicht om te zijn voorzien van een achteruitrijlicht. Bij aanhangwagens met een lengte van meer dan 6 meter, moeten dit er minimaal 2 zijn. Door deze nieuwe verplichting zijn alle nieuwe aanhangwagens uitgevoerd met een 13-polige stekker, omdat op de 7-polige stekkers onvoldoende polen zijn om ook het achteruitrijlicht aan te kunnen sluiten.